# Parc national Rodna
Le parc national Rodna (en: roumain: Parcul Național Rodna) est une aire protégée (parc national de la catégorie II IUCN) située en Roumanie, dans le territoire administratif des comtés Bistrița-Năsăud, Maramureș et Suceava. Il se trouve dans les Carpates orientales et culmine à 2305 m au Pietrosul Rodnei.

## Localisation
Le parc national est situé dans le nord de la Roumanie, dans les monts Rodna, une subdivision des Carpates Orientales.

## Description
Le parc national Rodna avec une superficie de 46.599 ha a été déclaré aire protégée par la Loi numéro 5 du 6 mars 2000 (publié dans Monitorul Oficial numéro 152 du 12 avril, 2000) et représente une zone montagneuse (crêtes, cirques, grottes, moraines, vallées, forêts, pâturages) avec une grande variété de flore et de faune spécifiques aux Carpates.

## Galerie

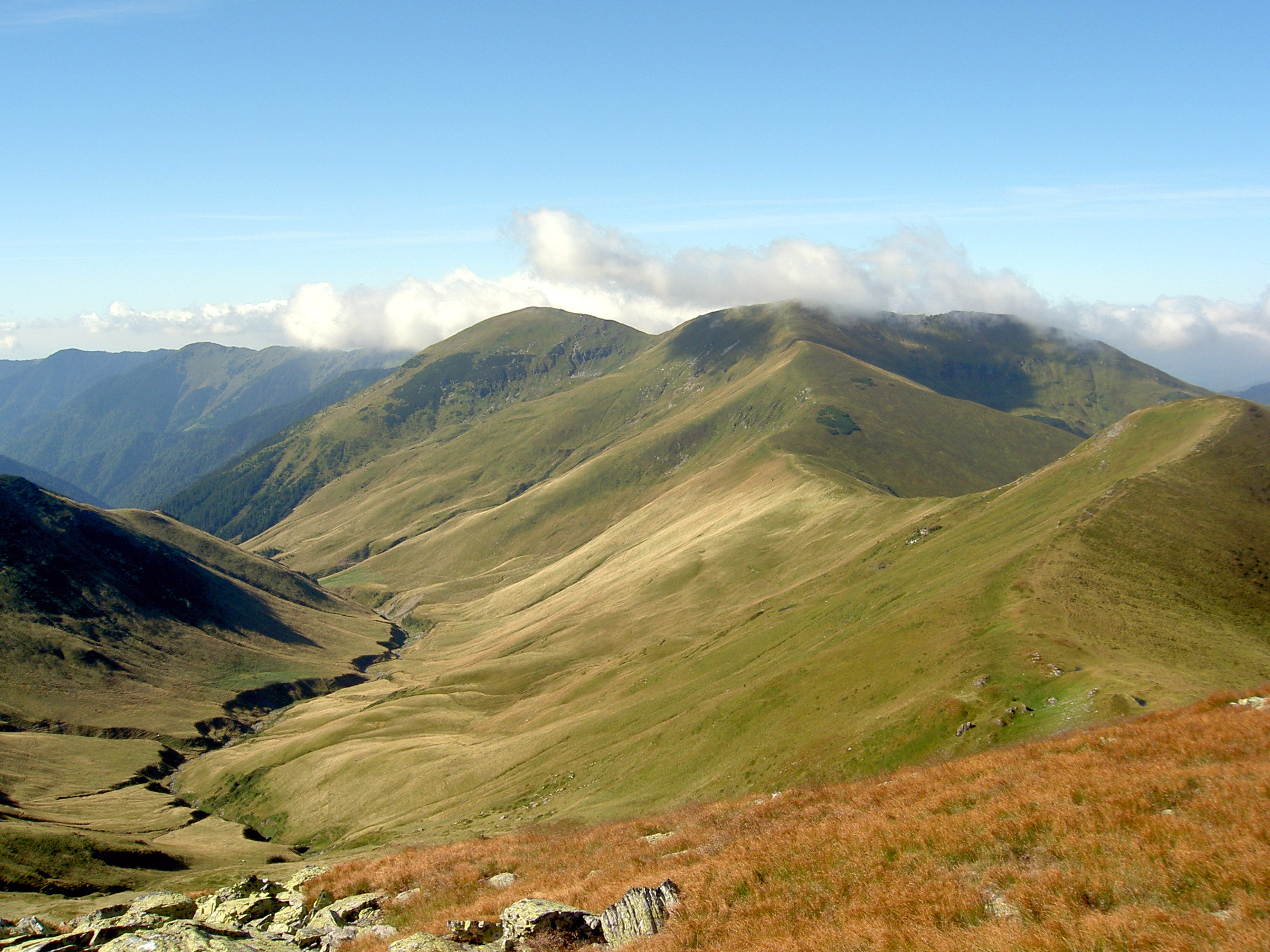
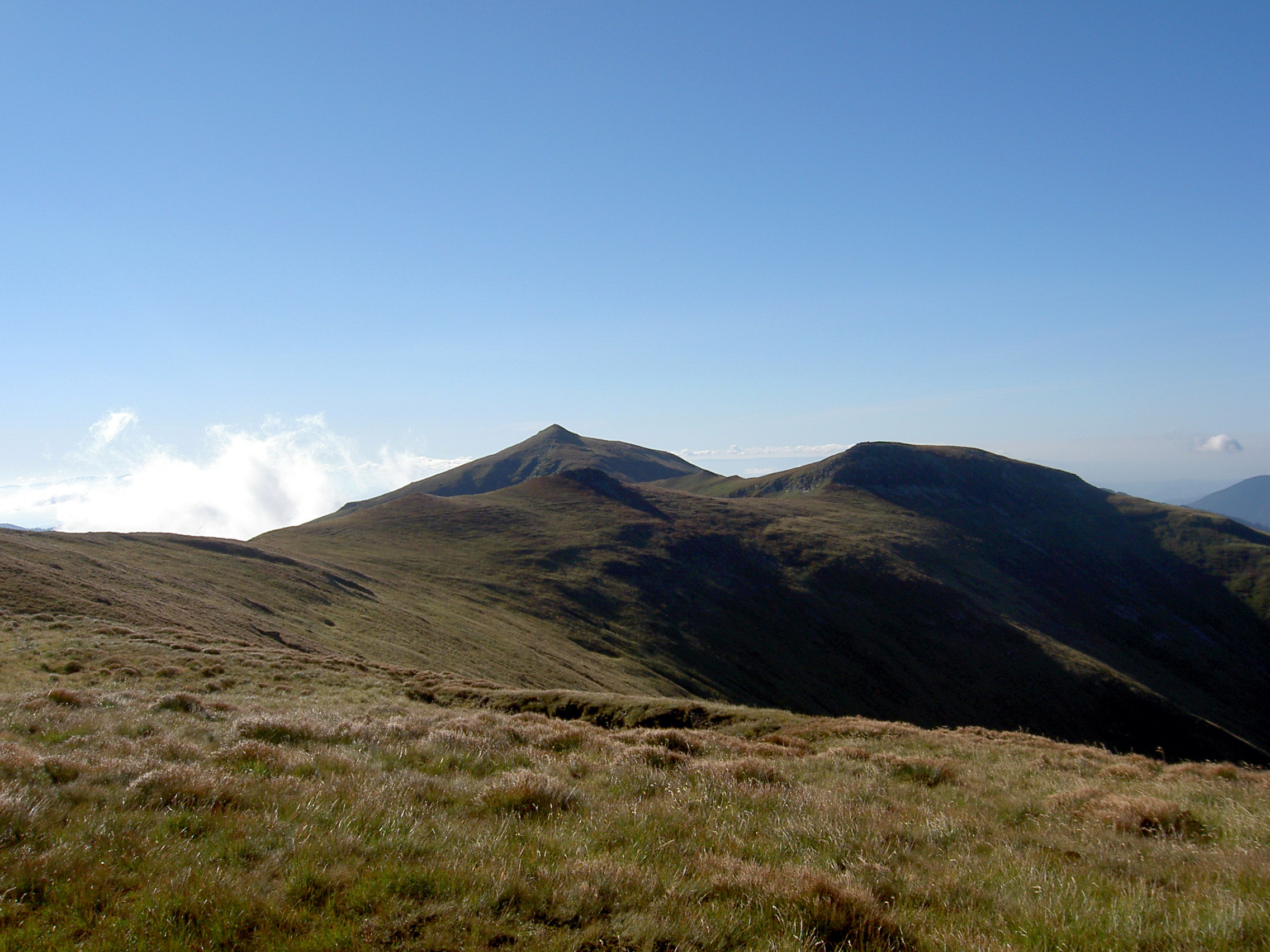
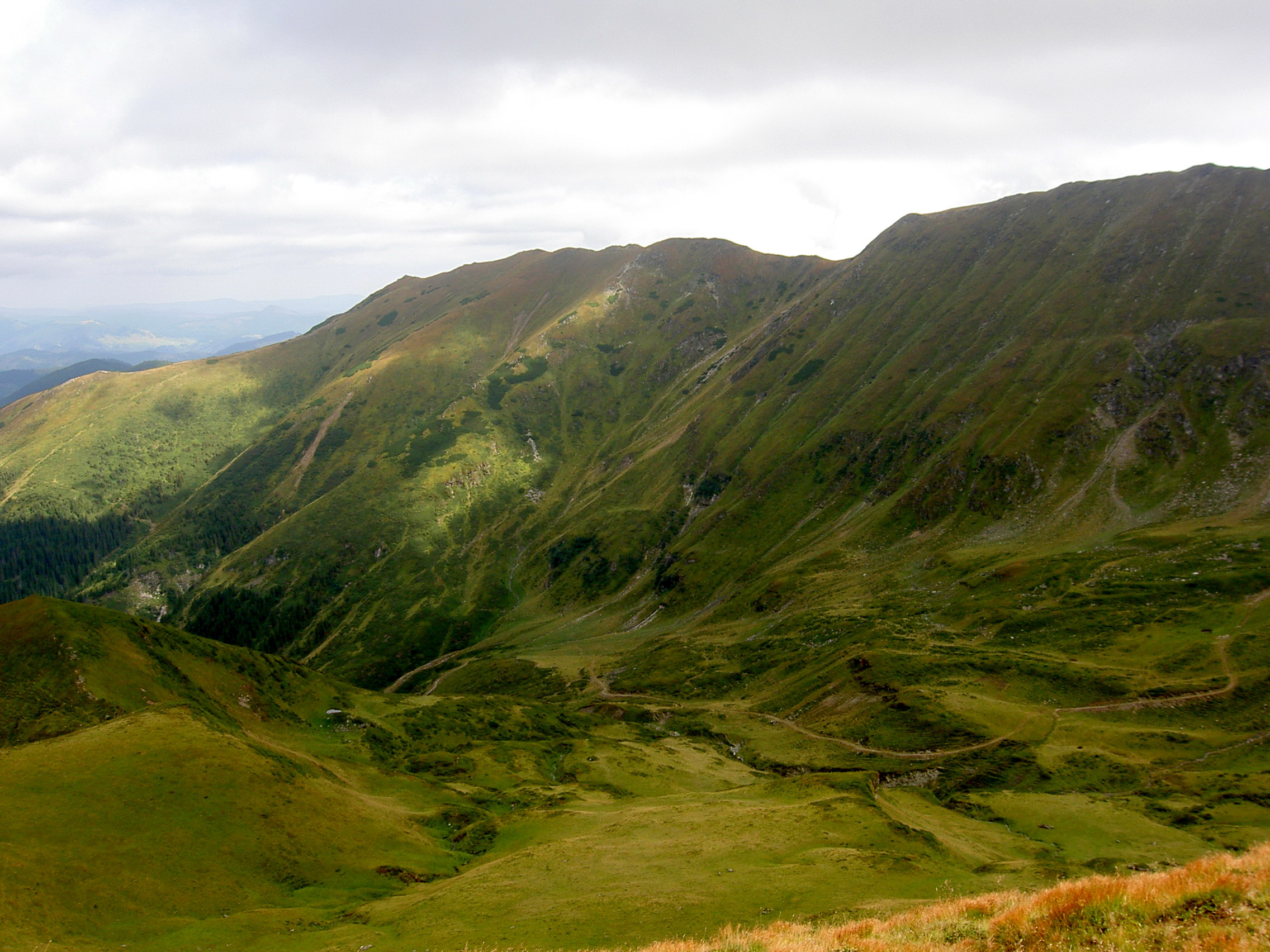
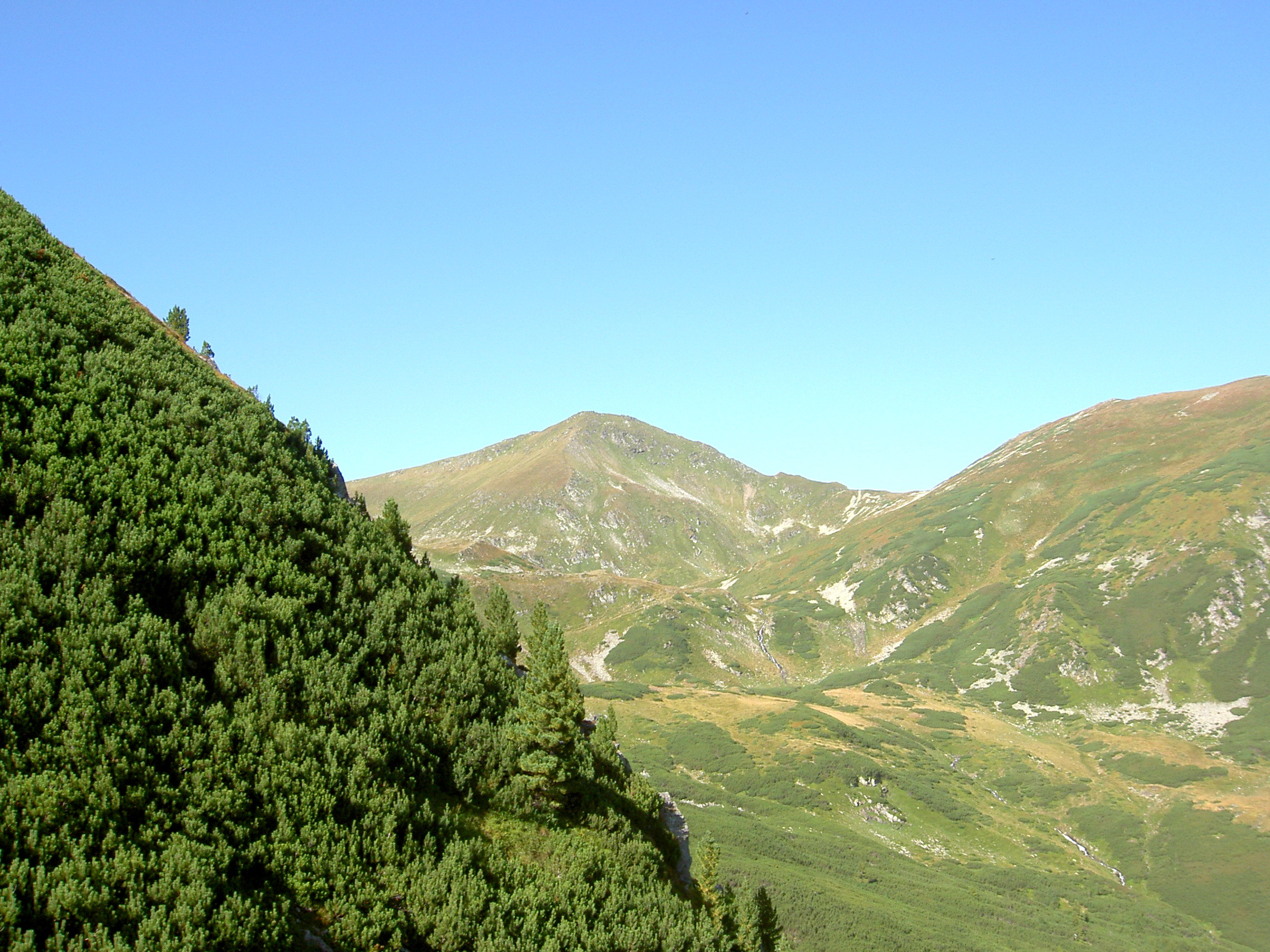